# Exacum naviculare
Exacum naviculare är en gentianaväxtart som beskrevs av J. Klackenberg. Exacum naviculare ingår i släktet Exacum och familjen gentianaväxter. Inga underarter finns listade i Catalogue of Life.